# ۱۷۳۱ (میلادی)
۱۷۳۱ (میلادی) هزار و هفتصد و سی و یکمین سال تقویم میلادی است.

## زادگان
- ۲ ژوئن – مارتا واشنگتن، سیاست‌مدار آمریکایی (د. ۱۸۰۲)
- ۱۰ اکتبر – هنری کاوندیش، شیمی‌دان بریتانیایی (د. ۱۸۱۰)
- ۱۵ نوامبر – ویلیام کوپر، شاعر بریتانیایی (د. ۱۸۰۰)

## درگذشتگان
- ۲۹ دسامبر – بروک تیلور، ریاضی‌دان بریتانیایی (ز. ۱۶۸۵)